# Koprocesor
Koprocesor je dodatna računska moč glavnemu mikroprocesorju, če le-ta ne zmore
dovolj hitro izvesti zahtevnih računskih operacij. Koprocesor ima po navadi trdoožičeno
zgradbo aritmetične procesne enote, tako da zmore izjemno hitro računanje
aritmetičnih operacij s plavajočo vejico (seštevanje, odštevanje, množenje, deljenje,
korenjenje, trigonometrične in logaritmične funkcije…). CPU »čuti« koprocesor kot
več pomnilniških lokacij, kamor nalaga operande in operacijsko kodo matematične
opearacije (ukaz) in jemlje rezultate. Po navadi glavni procesor preneha delati tako
dolgo, dokler ne dobi signala iz koprocesorja, da si lahko vzame rezultate. To
dosežemo z BUSY ali WAIT signalom, ki jih generira koprocesor. Nekateri
koprocesorji so sposobni prevzeti v tem času nadzor nad vodilom, tako da si celo
sami poiščejo podatke shranjene v pomnilniku. Večina koprocesorjev je prilagojena
delovanju točno določenih mikroprocesorjev, zato jih je potrebno kupovati v parih.
Danes ima koprocesor velik pomen v prepračunavanju vektorjev v vktorskih slikah, česar sam procesor ne zmore.